# 碳化铪
碳化铪（HfC）是铪和碳的化合物。它的熔点大约为3900 °C，是已知最难冶的二元化合物之一。然而，它不抗氧化，氧化开始时的温度最低能到430 °C。
碳化铪常有碳空缺，因此它的组成常表示为HfCx（x = 0.5至1.0）。它具有立方（岩盐）晶体结构，x可为任意值。

## 制备
加热粉末状铪和碳（煤粉）。
{\displaystyle {\mathsf {Hf+C\ {\xrightarrow {T}}\ HfC}}}
在1800至2000℃用碳将二氧化铪还原可获得碳化铪粉末。需要较长处理时间以除去所有的氧。
{\displaystyle {\mathsf {HfO_{2}+3C\ {\xrightarrow {T}}\ HfC+2CO}}}
将甲烷、气化四氯化铪和氢气（催化剂）的混合气通过加热的钨丝。使用化学气相沉积法可得到高纯度的HfC涂层。
{\displaystyle {\mathsf {HfCl_{4}+CH_{4}\ {\xrightarrow {T,H_{2}}}\ HfC+4HCl}}}

## 物理性质
尽管性质独特，如高硬度（>9莫氏硬度）和高熔点，但由于技术复杂、合成成本高，HfC应用非常有限。
x≤0.8时，HfCx表现顺磁性，x变大则呈现抗磁性。在TaCx中观察到了相反的行为（随着x增加向顺磁转变），尽管其晶体结构与HfCx相同。